# Аулы
Ау́лы (укр. Аули) — посёлок, Каменского района Днепропетровской области Украины.

## Географическое положение
Расположен на правом берегу Каменского водохранилища (Днепр), выше по течению на расстоянии в 1 км расположен пгт Днепровское (Каменской район), ниже по течению на расстоянии в 1 км расположен город Каменское. Рядом проходят автомобильная дорога Н-08 и железная дорога, станция Воскобойня в 1-м км.

## История
Местность, где ныне расположен посёлок Аулы, была обитаема ещё во II тысячелетии до н. э. Об этом свидетельствуют исследованные здесь два поселения и курганный могильник эпохи бронзы. Вблизи посёлка найдено скифское погребение с конём и оружием. Обнаружены три раннеславянских поселения, из которых два относятся к черняховской культуре (II—V вв. н. э.), а одно — к VIII веку, а также поселение периода Киевской Руси (X—XII вв.). Населённый пункт, входивший с крепостью Романково в состав Кодацкой паланки, впервые упоминался в письменных источниках, относившихся к середине XVII века.
В 1886 году в слободе Аулы (Романково 2-е) Екатеринославского уезда Екатеринославской губернии жило 1945 человек.
В 1938 года Аулам присвоен статус посёлка городского типа.
Во время Великой Отечественной войны в 1941—1943 гг. селение находилось под немецкой оккупацией. В сентябре 1943 года Аульский плацдарм являлся одним из участков Битвы за Днепр.
В 1989 году численность населения составляла 4546 человек.
По переписи 2001 года население составляло 4345 человек.
По состоянию на 1 января 2013 года численность населения составляла 4177 человек.

## Экономика
- ООО «Торговый дом „Аульская хлоропереливная станция“».
- Между Аулами и Каменским находится Аульский водозабор, который снабжает водой крупные города Днепропетровской области (Каменское, Днепр, Новомосковск, Верхнеднепровск и др.).
- Большая часть населения работает на предприятиях городов Каменское и Днепр.

## Объекты социальной сферы
- Школа.
- Дом культуры.

## Экология
- Аульская хлоропереливная станция.

## Известные люди
- Василенко Гавриил Тарасович (1910) — Герой Советского Союза, родился 23 октября 1910 года в селе Аулы.
- Сухой Владимир Васильевич (26 декабря 1952) — тележурналист, бывший политический обозреватель и глава бюро «Первого канала» в Вашингтоне.